# Can Traver (Bigas)
Can Traver es una urbanización en Bigas (pueblo del Vallès) que toma el nombre de la masía de Can Traver, una de las masías históricas del pueblo de Bigas, en la parte central del término municipal de Bigues i Riells. Su territorio se extiende en la ladera oriental del cerro del Castillo de Montbui y del Puig Alt de Viver, a la derecha del Tenes. Es a levante de la urbanización de Can Carreres, a mediodía de la de els Manantials y el noroeste de la de Font Granada, en el suroeste del Rieral de Bigues, actual centro neurálgico del término municipal.
| Altitud          | Al entorno de los 290 m s. n. m. |
| Población (2005) | 307 hab.                         |
| Municipio        | Bigas                            |
| Com. aut.        | Cataluña (España)                |

- Datos: Q30909882